# Fu Mingxia
Dans ce nom chinois, le nom de famille, Fu, précède le nom personnel.
Fu Mingxia (en chinois : 伏明霞, pinyin : Fú Míngxiá), née le 16 août 1978 à Wuhan dans la province du Hubei, est une plongeuse chinoise. Elle est l'une des meilleures plongeuses au monde, multiple championne olympique et multiple championne du monde.

## Carrière
Dès son plus jeune âge, Fu Mingxia a appris à nager sous l'instruction de son père dans une rivière proche de son domicile[réf. nécessaire]. À 5 ans, elle commençait la gymnastique, avant de changer pour le plongeon. Fu Mingxia quittait sa famille à 9 ans pour aller s'entraîner à Pékin[réf. nécessaire].
Fu Mingxia a remporté son premier titre mondial  à la plateforme de 10 m en 1991 à Perth. À 12 ans, elle devenait la plus jeune championne du monde, tous sports confondus. Aux Jeux de Barcelone, elle devenait la deuxième plus jeune championne olympique, seule la plongeuse américaine Marjorie Gestring était plus jeune quand elle remportait le titre au tremplin à 3 m aux Jeux olympiques d'été de 1936, en remportant le titre à la plateforme de 10 m, à l'âge de 13 ans. Depuis les règles d'engagement ont été modifiées et les plongeurs doivent être âgés d'au moins 14 ans pour être autorisés à participer aux Jeux olympiques, aux championnats du monde et aux épreuves de la coupe du monde. Fu défendait son titre avec succès  en 1994 à Rome.
En 1996 aux Jeux d'Atlanta, Fu avait 17 ans et remportait deux titres, à la plateforme à 10 m et au tremplin à 3 m. Elle égalait ainsi la performance de l'Allemande Ingrid Krämer et des américaines Patricia McCormick et Victoria Manalo Draves  devenant la quatrième femme à obtenir ces deux titres. En 2000 aux Jeux de Sydney, elle remportait encore le titre au tremplin à 3 m, devenant la première plongeuse titrée à trois éditions des Jeux olympiques.
Fu Mingxia a épousé en 2002 un banquier de Hong Kong. En 2005, elle a fait son entrée dans le International Swimming Hall of Fame.

## Palmarès

### Jeux olympiques
- Jeux olympiques de 1992 à Barcelone  Espagne :
  -  Médaille d'or sur la plateforme à 10 m.
- Jeux olympiques de 1996 à Atlanta  États-Unis :
  -  Médaille d'or sur le tremplin à 3 m.
  -  Médaille d'or sur la plateforme à 10 m.
- Jeux olympiques de 2000 à Sydney  Australie :
  -  Médaille d'or sur le tremplin à 3 m.
  -  Médaille d'argent au plongeon synchronisé à 3 m (avec Guo Jingjing).

#### Championnats du monde
- Championnats du monde de natation 1991 à Perth  Australie :
  -  Médaille d'or sur la plateforme à 10 m.
- Championnats du monde de natation 1994 à Rome  Italie :
  -  Médaille d'or sur la plateforme à 10 m.

## Sources
- (de) Cet article est partiellement ou en totalité issu de l’article de Wikipédia en allemand intitulé « Fu Mingxia » (voir la liste des auteurs).